# Ida Ou Guelloul
Ida Ou Guelloul (àrab ايدا اوكلول) és una comuna rural de la província d'Essaouira de la regió de Marràqueix-Safi. Segons el cens de 2014 tenia una població total de 5.999 persones.